# Municipio de Vance (Illinois)
El municipio de Vance (en inglés: Vance Township) es un municipio ubicado en el condado de Vermilion en el estado estadounidense de Illinois. En el año 2010 tenía una población de 1057 habitantes y una densidad poblacional de 10,19 personas por km².

## Geografía
El municipio de Vance se encuentra ubicado en las coordenadas 40°2′43″N 87°52′48″O / 40.04528, -87.88000. Según la Oficina del Censo de los Estados Unidos, el municipio tiene una superficie total de 103.69 km², de la cual 103,49 km² corresponden a tierra firme y (0,2 %) 0,2 km² es agua.

## Demografía
Según el censo de 2010, había 1057 personas residiendo en el municipio de Vance. La densidad de población era de 10,19 hab./km². De los 1057 habitantes, el municipio de Vance estaba compuesto por el 98,68 % blancos, el 0,38 % eran afroamericanos, el 0,09 % eran asiáticos y el 0,85 % eran de una mezcla de razas. Del total de la población el 0,09 % eran hispanos o latinos de cualquier raza.